# Eleições gerais no Quênia em 2022
Eleições gerais foram realizadas no Quênia em 9 de agosto de 2022. Os eleitores elegeram o presidente, membros da Assembleia Nacional e do Senado, governadores de condados e membros das 47 assembleias de condados do país. William Ruto foi eleito presidente do Quênia, derrotando Raila Odinga.
As eleições gerais no Quênia são realizadas a cada cinco anos. Esta foi a terceira eleição geral e a quarta presidencial desde a promulgação da Constituição de 2010. O presidente em exercício Uhuru Kenyatta não era elegível para um terceiro mandato, assim como os governadores que haviam servido dois mandatos à frente de seus condados, devido ao limite de dois mandatos previsto pela Constituição. As eleições gerais de 2022 tiveram o menor número de candidatos presidenciais desde que o sistema multipartidário foi implementado em 1992. Os parlamentares eleitos irão compor a 13º legislatura do Parlamento do Quênia.

## Sistema eleitoral

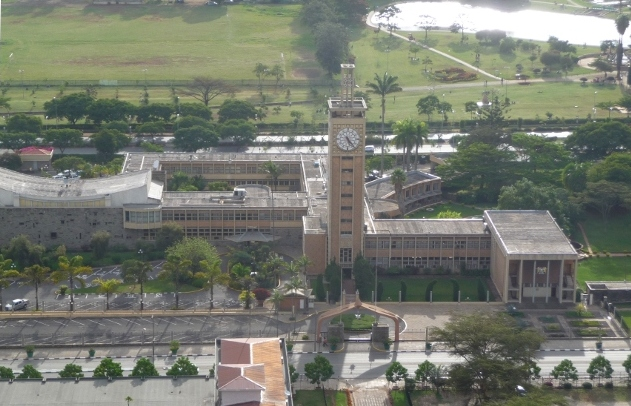
Edifício do Parlamento, Nairóbi

O presidente do Quênia é eleito usando uma versão modificada do sistema de dois turnos: para vencer no primeiro turno, um candidato deve receber mais de 50% dos votos nacionalmente e 25% dos votos em pelo menos 24 dos 47 condados do Quênia. Caso contrário, é realizado um segundo turno entre os dois candidatos mais bem colocados, no qual vence o candidato mais votado.
O Parlamento do Quênia é composto por duas casas: o Senado (câmara alta) e a Assembleia Nacional (câmara baixa). Os 337 membros da Assembleia Nacional são eleitos por dois métodos: 290 são eleitos por um sistema de voto distrital em turno único. Os 47 restantes são reservados para mulheres, sendo uma eleita em cada um dos 47 condados, também em turno único, e o Presidente, um indivíduo de fora eleito pela Assembleia como membro ex officio. Os 67 membros do Senado são eleitos por quatro métodos: 47 são eleitos por votação em turno único em cada condado. Os partidos recebem então uma cota de 16 assentos para mulheres, dois para jovens e dois para pessoas com deficiência com base em sua quantidade de assentos. O Presidente também é eleito como membro ex officio. Os eleitos formarão a 13.º legislatura do Parlamento do Quênia.
Os membros das assembleias de condados são eleitos a partir de 1.450 distritos eleitorais.

## Candidatos presidenciais
Apenas quatro aspirantes à presidência e seus companheiros de chapa dos partidos foram liberados para concorrer. A nomeação de Walter Mong'are para concorrer à presidência foi impugnada, depois que foi revelado que seu diploma não era de uma universidade reconhecida, conforme exigido por lei. Os candidatos presidenciais elegíveis foram:
- David Waihiga Mwaure, líder do Partido Agano.
- Raila Odinga, ex-primeiro-ministro do Quênia (2008-2013) e líder do Movimento Democrático Laranja, sob a coligação Azimio la Umoja-One Kenya Alliance (Azimio).[16]
- William Ruto, atual vice-presidente do Quênia (2013-presente) e líder da Aliança Democrática Unida, sob a coligação Quênia Primeiro (Kenya Kwanza - KK).[17]
- George Wajackoyah, líder do Partido das Raízes.

## Contexto
Uma nova dinâmica política baseada nas políticas de classe está surgindo no Quênia, que está sendo enquadrada como intrometidos contra dinastias. As famílias do presidente em exercício Uhuru Kenyatta e do líder da oposição Raila Odinga dominam a política queniana desde a independência em 1963. Além disso, o Quênia tem sido tradicionalmente governado por presidentes que pertencem ao povo Quicuio – como Kenyatta – ou ao povo Calenjin, como o vice-presidente William Ruto. A potencial vitória de Odinga, um Luo, marcaria uma ruptura para o país, que tem 44 etnias.
Ruto inicialmente se juntou a Odinga em 2007, quando a repressão policial a manifestantes e confrontos que se transformaram em ataques étnicos mataram mais de mil pessoas na violência pós-eleitoral, levando uma nova constituição a ser estabelecida. Ruto aliou-se a Kenyatta em 2013. Tanto Kenyatta quanto Ruto foram indiciados pelo Tribunal Penal Internacional por acusações de crimes contra a humanidade por seu suposto papel na orquestração da violência pós-eleitoral. Os casos foram arquivados mais tarde, com a ex-procuradora-chefe do TPI, Fatou Bensouda, dizendo que uma campanha implacável de intimidação de vítimas e testemunhas tornou um julgamento impossível.
Em março de 2018, o presidente Uhuru Kenyatta e seu ex-rival para a presidência, Raila Odinga, surpreenderam o público quando apertaram as mãos e declararam uma trégua após a violência pós-eleitoral em 2017 deixar dezenas de pessoas mortas. Os dois líderes também procuraram expandir o Poder Executivo por meio das mudanças constitucionais da Inciativa Building Bridges (BBI), que potencialmente permitiriam que Kenyatta permanecesse no poder como primeiro-ministro. Mas, apesar da decisão da Suprema Corte do Quênia contra as emendas propostas em agosto, a aliança inesperada persistiu, com Odinga participando de funções oficiais do governo junto a Kenyatta. Rachaduras dentro do governo do Jubileu começaram a aparecer, levando a uma desavença entre o presidente e seu vice.

### Campanha

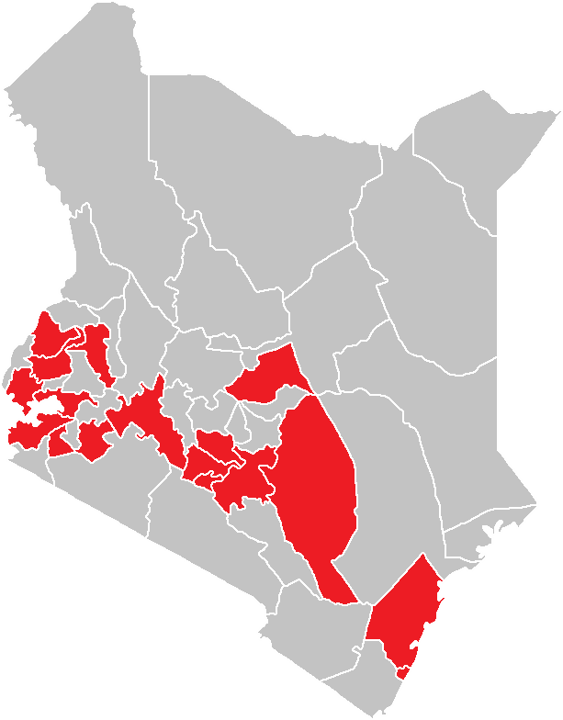
Condados quenianos com mais de 500.000 eleitores registrados

A temporada de campanha começou inicialmente em 29 de maio de 2022. A aliança KK, liderada por Ruto, se manteve fiel à sua estratégia de campanha inicial, proclamando a si próprios como "intrometidos", chamando Odinga de representante de uma dinastia e de um projeto do governo incumbente. Odinga, da Azimio, afirmou que a KK era uma aliança de corruptos, pois a maior parte dos líderes da coligação são suspeitos, acusados ou condenados por corrupção e outras questões de integridade. Odinga retratou a si próprio e sua companheira de chapa Martha Karua como libertadores, que lutaram pelo sistema multi-partidário; fizeram campanha pelo novo regime em 2002; e foram proponentes do referendo constitutional de 2010. Em 28 de julho de 2022, o candidato a vice na chapa de Ruto, Rigathi Gachagua, foi ordenado pela Corte Anti-Corrupção a devolver 202 milhões de xelins quenianos para o Estado, depois que foi determinado que os fundos eram provenientes de corrupção.

## Resultados oficiais

### Presidente
| Candidato                          | Candidato                          | Partido / Coligação                | Votos      | %     |
| ---------------------------------- | ---------------------------------- | ---------------------------------- | ---------- | ----- |
|                                    | William Ruto                       | Quênia Primeiro                    | 7 176 141  | 50,49 |
|                                    | Raila Odinga                       | Azimio La Umoja                    | 6 942 930  | 48,85 |
|                                    | George Wajackoyah                  | Partido das Raízes                 | 61 969     | 0,44  |
|                                    | David Waihiga                      | Partido Agano                      | 31 987     | 0,23  |
| Total                              | Total                              | Total                              | 14,213,027 | 100   |
| Eleitores registrados/Participação | Eleitores registrados/Participação | Eleitores registrados/Participação | 22,120,458 | 64.25 |
| Fonte:                             |                                    |                                    |            |       |

## Resultados preliminares

### Parlamento

#### Assembleia Nacional
| Coligação          | Coligação                     | Assentos |
| ------------------ | ----------------------------- | -------- |
|                    | Azimio La Umoja               | 162      |
|                    | Quênia Primeiro               | 159      |
|                    | Outros partidos/Independentes | 12       |
| A serem declarados | A serem declarados            | 16       |
| Total              | Total                         | 349      |
| Fonte:             |                               |          |

#### Senado
| Coligação | Coligação                     | Assentos |
| --------- | ----------------------------- | -------- |
|           | Quênia Primeiro               | 33       |
|           | Azimio La Umoja               | 32       |
|           | Outros partidos/Independentes | 2        |
| Total     | Total                         | 67       |
| Fonte:    |                               |          |